# Révolte consommée

Révolte consommée (titre original : The Rebel Sell) est un livre de Joseph Heath et Andrew Potter (en), deux universitaires canadiens, publié en 2004.
Sous titré en français « le mythe de la contre-culture ».